# قدامى المحاربين الإيرانيين ذوي الإعاقة

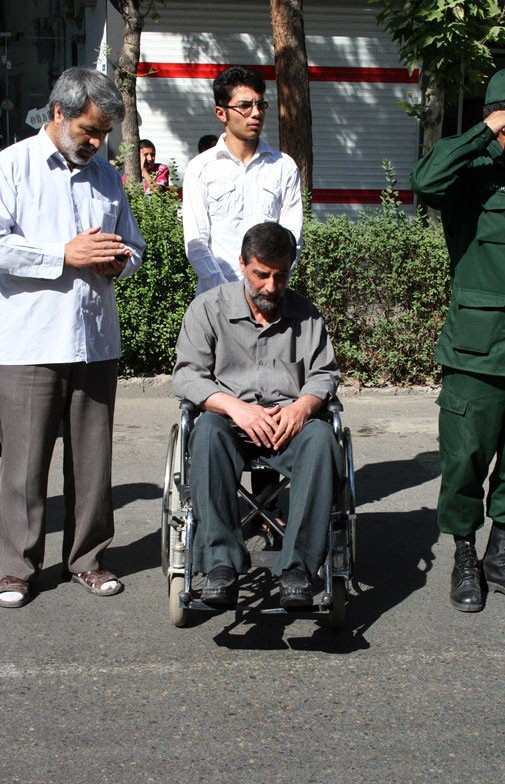
محارب قديم إيراني معاق

قدامى المحاربين الإيرانيين المعاقين، يُطلق عليهم جانباز ( حرفيًا "أولئك الذين كانوا على استعداد للتضحية بحياتهم") في إيران، يشكلون في الغالب قدامى المحاربين المعاقين من حرب إيران والعراق. ووفقًا لمحمد اسفندياري، مدير الاتصالات والعلاقات العامة في منظمة الشهداء والمحاربين القدامى المعاقين الإيرانية، يوجد 548,499 من قدامى المحاربين المعاقين من حرب إيران والعراق يعيشون في إيران اعتبارًا من يونيو 2014، وهو رقم يشمل ضحايا هجمات الأسلحة الكيميائية العراقية على إيران، والتي تُسمى " جانباز كيميائي" (الفارسية: جانباز شیمیایی). ومن بين المحاربين القدامى المعاقين أكثر من 10000 من المحاربين القدامى الذين يعانون من إصابات في القدم والكاحل مرتبطة بالحرب.

## قدامى المحاربين في الحرب الكيميائية
بعد الهجمات الكيميائية العراقية على الجنود والمدنيين الإيرانيين التي وقعت بين عامي 1983 و1988، أفادت التقارير بإصابة أكثر من 3400 إيراني، بما في ذلك مضاعفات في الجهاز التنفسي (42%) والعين (39%) والجلد (25%) - وهو رقم ارتفع إلى 45000 على الأقل بعد عشرين عامًا "بسبب حدوث مضاعفات تنفسية متأخرة نتيجة التعرض لغاز الخردل " "يمكن أن تصل فترة الكمون إلى 40 عامًا" و"لذا، تظهر حالات جديدة كل يوم تقريبًا - بعد 30 عامًا من الحرب"، كما قال شهريار خاطري، المؤسس المشارك لجمعية دعم ضحايا الأسلحة الكيميائية. ووفقًا لفرهاد هاشم نجاد في عام 2002، كان 20% على الأقل من المرضى "مدنيين لم يعتقدوا أنهم قريبون بما يكفي للتعرض". وقد جعل هذا العدد الكبير من المحاربين القدامى المتأثرين بالمواد الكيميائية من إيران أكبر مختبر في العالم لدراسة آثار الأسلحة الكيميائية.
وفقًا لتقرير رُفعت عنه السرية لوكالة المخابرات المركزية الأمريكية، ونتيجةً لاستخدام العراق المتكرر لعوامل الأعصاب والغازات السامة في ثمانينيات القرن الماضي، تكبدت إيران أكثر من 50 ألف إصابة، معظمها بسبب غاز الخردل المستخدم في أشكال غبارية وسائلة وبخارية معبأة في قنابل وقذائف مدفعية أُطلقت بعد ذلك على أهداف، بما في ذلك خطوط المواجهة والمستشفيات. ووفقًا لشهريار خاطري، بحلول عام 2014، بلغ عدد المحاربين القدامى المسجلين المتأثرين كيميائيًا 70 ألفًا. وقال خاطري: "كان من الممكن أن ينقذ الوعي أرواحًا". ويقدر الأطباء أن الحصيلة النهائية للأسلحة الكيميائية العراقية قد تصل إلى 90 ألفًا، وهو ما يعادل إجمالي الوفيات الناجمة عن جميع الغازات السامة في الحرب العالمية الأولى. كما كانت "المرة الأولى على الإطلاق التي استُخدمت فيها عوامل أعصاب مثل السارين والتابون".

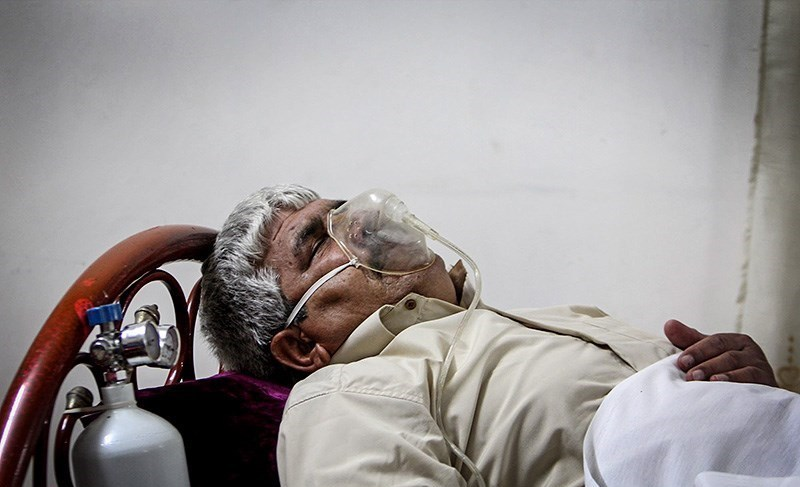
كيماوي جانباز يستقبل الأكسجين بواسطة القناع.

## اضطراب ما بعد الصدمة والاضطرابات العقلية الأخرى
وقد زادت حالات اضطراب ما بعد الصدمة والاضطرابات العقلية الأخرى بين قدامى المحاربين الإيرانيين المسنين.

## خدمات
يُعد التنقل والوصول إلى الرعاية الطبية أحد التحديات الرئيسية للعديد من المحاربين القدامى الإيرانيين ذوي الإعاقة. ففي طهران وحدها، يوجد عدد قليل جدًا من المنحدرات والمصاعد ومواقف السيارات التي يمكن الوصول إليها بالكراسي المتحركة، وتزداد المشكلة خطورة في المدن الصغيرة. هذا بينما بحلول عام 2018، يعتمد أكثر من 5000 من المحاربين القدامى الإيرانيين ذوي الإعاقة، ومعظمهم يعيشون في العاصمة، على الكراسي المتحركة للتنقل. ووفقًا لمجموعة مترو طهران، هناك حاجة إلى المزيد من المصاعد في نظام مترو أنفاق طهران. ولتوفير خدمات أفضل للمحاربين القدامى ذوي الإعاقة، أعلنت الحكومة الإيرانية أنه تم تخصيص حوالي 5 ملايين دولار لبناء المنحدرات والمسارات التي يمكن الوصول إليها بالكراسي المتحركة في جميع أنحاء طهران. ولا توجد خطط رسمية مماثلة مخصصة لمدن أخرى في إيران.
في طهران، يتم تحويل ضحايا الأسلحة الكيميائية في كثير من الأحيان إلى مستشفى ساسان.
يخطط متحف طهران للسلام للتركيز على العواقب الإنسانية المستمرة لحرب إيران والعراق، ويعمل كمركز لضحايا الحرب الناجين، وخاصة قدامى المحاربين في الحرب الكيميائية الذين تعرضوا لهجوم من قبل قوات صدام حسين.
بالإضافة إلى العديد من القوانين واللوائح التي أقرتها الحكومة الإيرانية لمعالجة القضايا المتعلقة بالإعاقة، فإن قانون حماية الإعاقة، بما في ذلك 16 مادة توفر الحماية القانونية للأشخاص ذوي الإعاقة في مجالات مثل الوصول إلى المباني العامة والتعليم والإسكان والمالية، كان التشريع الأكثر تقدمًا وشاملاً في إيران فيما يتعلق بالأشخاص ذوي الإعاقة والذي تم إقراره في عام 2003.
تم إنشاء مؤسسة جانبازان من قبل الحكومة الإيرانية لمساعدة المحاربين القدامى الإيرانيين المعاقين ومنحهم معاملة خاصة. كما يتلقون خدمات مثل القروض المالية من مؤسسة الشهداء وشؤون المحاربين القدامى.

## في الثقافة الشعبية
يُمنح المحاربون القدامى جوائز ويُشكرون على خدمتهم في مناسبات رسمية كالاحتفالات، التي تحظى بتغطية إعلامية واسعة. ويُحيي "يوم المحاربين القدامى المعاقين" في مايو وأسبوع الدفاع المقدس (20-27 سبتمبر) ذكرى بدء الحرب الإيرانية العراقية.
وبحسب علي خامنئي فإن "المحاربين القدامى المعاقين هم صور لجرائم الحرب التي ارتكبتها القوى الكبرى التي شجعت الديكتاتور العراقي السابق صدام حسين على غزو إيران".